# Lista odcinków serialu Wzór
Lista odcinków serialu Wzór

## Sezon 1
| 1 | 1  | Pilot                 | Mick Jackson        | Nicolas Falacci & Cheryl Heuton | 23 stycznia 2005 |
| Charlie pomaga Donowi w sprawie seryjnego gwałciciela, wyznaczając z miejsc ataku przestępcy prawdopodobne miejsce jego zamieszkania. |    |                       |                     |                                 |                  |
| 2 | 2  | Uncertainty Principle | Davis Guggenheim    | Nicolas Falacci & Cheryl Heuton | 28 stycznia 2005 |
| FBI, korzystając z pomocy Charliego, zastawia pułapkę na dwóch złodziei w banku, jednak podczas akcji dochodzi do strzelaniny. |    |                       |                     |                                 |                  |
| 3 | 3  | Vector                | David Von Ancken    | Jeff Vlaming                    | 4 lutego 2005    |
| Tajemniczy wirus atakuje Los Angeles. Don bada, czy mógł on zostać wypuszczony celowo, podczas gdy Charlie próbuje przewidzieć rozprzestrzenianie się wirusa. |    |                       |                     |                                 |                  |
| 4 | 4  | Structural Corruption | Tim Matheson        | Liz Friedman                    | 11 lutego 2005   |
| Student popełnia samobójstwo. Charlie ma jednak wątpliwości, co do jego śmierci. Ponadto zajmuje się jego badaniami nad budynkiem w Los Angeles. |    |                       |                     |                                 |                  |
| 5 | 5  | Prime Suspect         | Lesli Linka Glatter | Doris Egan                      | 18 lutego 2005   |
| Zostaje porwana córka genialnego matematyka, który pracował nad Hipotezą Riemanna. Porywacze chcą użyć jego pracy do złamania zabezpieczeń Amerykańskiej Rezerwy Federalnej.                                                                                           |    |                       |                     |                                 |                  |
| 6 | 6  | Sabotage              | Lou Antonio         | Liz Friedman                    | 25 lutego 2005   |
| FBI bada sprawę serii wypadków kolejowych. Sabotażysta zostawia na miejscu katastrofy notatkę, którą próbuje rozszyfrować Charlie. |    |                       |                     |                                 |                  |
| 7 | 7  | Counterfeit Reality   | Alex Zakrzewski     | Andrew Dettman                  | 11 marca 2005    |
| Don zajmuje się serią napadów na sklepy. Wkrótce okazuje się, że jest to grubsza sprawa – fałszowanie pieniędzy. Przy okazji zostaje porwana kobieta zajmująca się rysowaniem obrazów.                                                                                 |    |                       |                     |                                 |                  |
| 8 | 8  | Identity Crisis       | Martha Mitchell     | Wendy West                      | 1 kwietnia 2005  |
| Zostaje znalezione ciało mężczyzny zabitego w podobny sposób, jak kobietę rok temu. Jednak przy tamtej sprawie znaleziono dowody i winnego. Don wraz z Charliem próbują rozwiązać sprawę i dowiedzieć się, czy Don zapuszkował niewinnego.                             |    |                       |                     |                                 |                  |
| 9 | 9  | Sniper Zero           | J. Miller Tobin     | Ken Sanzel                      | 15 kwietnia 2005 |
| Snajper zabija człowieka. W krótkim czasie powstaje wiele jego naśladowców. Charlie i FBI próbują znaleźć Snajpera Zero, od którego to wszystko się zaczęło. |    |                       |                     |                                 |                  |
| 10 | 10 | Dirty Bomb            | Paris Barclay       | Andrew Dettman                  | 22 kwietnia 2005 |
| Charlie wraz ze swoim przyjacielem Larrym i ojcem Alanem próbują rozwiązać zagadkę dotyczącą porwania ciężarówki z odpadami radioaktywnymi. |    |                       |                     |                                 |                  |
| 11 | 11 | Sacrifice             | Paul Holahan        | Ken Sanzel                      | 29 kwietnia 2005 |
| Zostaje zamordowany naukowiec pracujący dla dużej firmy, zajmujący się astronomią. W jego komputerze znaleziono statystyki bejsbola, jednak znajomi nie zauważyli wcześniej, żeby się nim interesował.                                                                 |    |                       |                     |                                 |                  |
| 12 | 12 | Noisy Edge            | J. Miller Tobin     | Nicolas Falacci & Cheryl Heuton | 6 maja 2005      |
| Nad miastem pojawia się niezidentyfikowany obiekt latający i nagle znika. Charlie próbuje się dowiedzieć, czy to sprawka terrorystów. |    |                       |                     |                                 |                  |
| 13 | 13 | Man Hunt              | Martha Mitchell     | Andrew Dettman                  | 13 maja 2005     |
| Ciężarówka z więźniami ulega wypadkowi, dzięki któremu ucieka dwóch zatrzymanych. Okazuje się, że wypadek był zaplanowany, a jeden ze zbiegłych chce kogoś zabić. Don, jego kolega z dawnej pracy – Billi Cooper oraz Charlie próbują znaleźć sprawcę jak najszybciej. |    |                       |                     |                                 |                  |

## Sezon 2
| N/o | Tytuł               | Data premiery        | Scenarzysta                   | Reżyser            | Numer w serii |
| --- | ------------------- | -------------------- | ----------------------------- | ------------------ | ------------- |
| 14 | Judgment Call       | 23 września 2005     | Ken Sanzel                    | Alex Zakrzewski    | 2,01          |
| Don i Charlie prowadzą śledztwo w sprawie morderstwa żony sędziego, która została zastrzelona w garażu. Nie wiadomo czy to kobieta była zamierzonym celem, a nie jej mąż, który niegdyś prowadził przesłuchanie w sprawie kary śmierci, dotyczącej przywódcy gangu. Wraz z rozwojem akcji, Don nawiązuje kontakt z prokuratorem, którego życie także może być w niebezpieczeństwie.                                                           |                     |                      |                               |                    |               |
| 15 | Better or Worse     | 30 września 2005     | Andrew Dettman                | J. Miller Tobin    | 2,02          |
| Ekipa Dona zostaje wezwana do sklepu jubilerskiego w Beverly Hills, w którym kobieta próbowała ukraść diamenty, jednak została postrzelona przez strażnika. Charlie pomaga FBI w śledztwie w zlokalizowaniu uprowadzonej żony i córki właściciela sklepu. |                     |                      |                               |                    |               |
| 16 | Obsession           | 7 października 2005  | Robert Port                   | John Behring       | 2,03          |
| FBI angażuje się w sprawę prześladowania popularnej piosenkarki. Do jej domu wkrada się intruz i dopiero po tym dziewczyna informuje policję o otrzymywaniu w ostatnim czasie niepokojących ją listów. Charlie analizuje charakter pisma i ujawnia to, że owe listy zostały napisane przez dwie różne osoby. Nieopodal domu piosenkarki zostaje znaleziony martwy fotograf, który obserwował ją na zlecenie.                                  |                     |                      |                               |                    |               |
| 17 | Calculated Risk     | 14 października 2005 | J. David Harden               | Bill Eagles        | 2,04          |
| Na progu własnego domu ginie dyrektor finansowa dużej firmy energetycznej, która miała wkrótce składać zeznania obciążające firmę w sprawie oszustwa giełdowego. Jedynym świadkiem jest 11-letni syn ofiary. Don prosi Charliego, aby zawęził grono podejrzanych do minimum. |                     |                      |                               |                    |               |
| 18 | Assassin            | 21 października 2005 | Nicolas Falacci Cheryl Heuton | Bobby Roth         | 2,05          |
| FBI, zatrzymując człowieka, który podrabia wszelkie dokumenty, znajduje notes z szyfrem. Charlie zauważa, że to szyfr przestawieniowy zamachu. Jednak w czasie śledztwa giną świadkowie, od których Don chce wyciągnąć nowe informacje na temat zamachowca, Kondora i ofiary, Gabriela Ruiza. |                     |                      |                               |                    |               |
| 19 | Soft Target         | 4 listopada 2005     | Don McGill                    | Andy Wolk          | 2,06          |
| W czasie przeprowadzanej przez Departament Bezpieczeństwa Krajowego symulacji ataku biochemicznego w metrze, czujniki wykrywają toksyny. Jak się później okazuje, był to trujący fosgen, pochodna chloru. Don i jego agenci, z pomocą Charliego, otrzymują zadanie znalezienia winnego i nie dopuszczenia do kolejnych zamachów. |                     |                      |                               |                    |               |
| 20 | Convergence         | 11 listopada 2005    | Nicolas Falacci Cheryl Heuton | Dennis Smith       | 2,07          |
| Podczas napadu na dom ginie jego właściciel. FBI prowadzi śledztwo w sprawie powiązania tego morderstwa z serią kradzieży dokonanych na terenie ekskluzywnej okolicy. W tym samym czasie, Uniwersytet, w którym wykłada Charlie, odwiedza jego były znajomy ze studiów. Charlie jednak nie pała do niego sympatią, gdyż ten podważa jego teorie i zawsze go krytykuje.                                                                        |                     |                      |                               |                    |               |
| 21 | In Plain Sight      | 18 listopada 2005    | Julie Hebert                  | J.Miller Tobin     | 2,08          |
| Megan czuje się odpowiedzialna za śmierć agenta, do której doszło w trakcie eksplozji. Kiedy bossowi udaje się uciec pomimo akcji policyjnej, po przeszukaniu mieszkania i zawartości komputera, okazuje się, że może on być zamieszany w dziecięcą pornografię. Charlie wyrusza na osobistą krucjatę, po tym jak dziewczynka ze zdjęcia znalezionego w komputerze przypomina mu dziecko, które znał i podejrzewał, że mogło być molestowane. |                     |                      |                               |                    |               |
| 22 | Toxin               | 25 listopada 2005    | Ken Sanzel                    | Jefery Levy        | 2,09          |
| W wyniku zatrucia czworo ludzi było bliskich śmierci. Don dowiaduje się, że ktoś manipuluje lekarstwami, niewymagającymi recepty. Po publikacji manifestu w lokalnej gazecie przez sprawdzę manipulacji, Don nabiera podejrzeń, że może być byłym pracownikiem firmy produkującej lek. |                     |                      |                               |                    |               |
| 23 | Bones of Contention | 9 grudnia 2005       | Christos Gage Ruth Fletcher   | Jeannot Szwarc     | 2,10          |
| Zabito panią naukowiec specjalizującą się w sztuce rdzennych Amerykanów. Ostatnią rzeczą, którą się zajmowała, było datowanie czaszki sprzed 10 tysięcy lat, znalezionej na Indiańskiej ziemi, która mogła potwierdzić, iż ta ziemia, kiedyś należała do innych ludów. |                     |                      |                               |                    |               |
| 24 | Scorched            | 16 grudnia 2005      | Sean Crouch                   | Norberto Barba     | 2,11          |
| Ktoś podpala salon samochodowy. W pożarze ginie sprzedawca. Znak należący do zaangażowanej grupy ekologów zostało napisane sprayem na miejscu zbrodni, ale grupa nie przyznaje się do udziału w zdarzeniu. Don musi wyjaśnić, kto jest odpowiedzialny za tę sprawę. Charlie zostaje wezwany do pomocy przy ustalaniu wzorca, który można by było zastosować przy okazji kolejnych pożarów.                                                    |                     |                      |                               |                    |               |
| 25 | The OG              | 6 stycznia 2006      | Andrew Dettman                | Rod Holcomb        | 2,12          |
| Don i jego grupa zostają wezwani na miejsce, gdzie zostaje zamordowany jeden z członków gangu z LA, tajny agent policji. FBI prowadzi śledztwo, ale musi uważać, aby nie ujawnić tożsamości tajnego agenta. Don musi znaleźć jego zabójcę wśród członków konkurencyjnego gangu. |                     |                      |                               |                    |               |
| 26 | Double Down         | 13 stycznia 2006     | Don McGill                    | Alex Zakrzewski    | 2,13          |
| Na parkingu przy klubie pokera, zostaje zastrzelony student. FBI zostaje wezwane na miejsce zbrodni. Przy pomocy Lary’ego oraz jego niechlubnej karcianej przeszłości, Don i jego agenci muszą rozwiązać karcianą intrygę, w którą wmieszani zostali studenci – ich życie jest w śmiertelnym niebezpieczeństwie. |                     |                      |                               |                    |               |
| 27 | Harvest             | 27 stycznia 2006     | J. David Harden               | John Behring       | 2,14          |
| W piwnicy hotelu znajdującego się na przedmieściach, zostaje znaleziona nastoletnia Azjatka. Wszystko wskazuje na to, że była torturowana. W śledztwie zostaje ujawnione, że dziewczyna i trzy inne zaginione kobiety są ofiarami handlarzy narządami. Amita pomaga FBI w nawiązaniu kontaktu z dziewczyną. |                     |                      |                               |                    |               |
| 28 | The Running Man     | 3 lutego 2006        | Ken Sanzel                    | Terrence O’Hara    | 2,15          |
| Kiedy syntezator DNA wyposażony w możliwość przygotowania szczepów chorób na specjalne zamówienia zostaje skradziony z kampusu, na którym wykłada Charlie, Don obawia się, że złodziejami mogą okazać się terroryści pracujący nad zaawansowanym programem broni biologicznej. Don jest przekonany, że jest to robota pracownika uniwersyteckiego.                                                                                            |                     |                      |                               |                    |               |
| 29 | Protest             | 3 marca 2006         | Nicolas Falacci Cheryl Heuton | Dennis Smith       | 2,16          |
| FBI prowadzi śledztwo w sprawie wybuchu bomby. Sprawa jest łudzącą podobna do wydarzenia z lat 70, którego sprawcą był działacz antywojenny. W wyniku sabotażu zginęło wówczas dwoje ludzi. Emerytowany agent Thomas Larson, który pracował nad tamtą sprawą, wraca do pracy. Kwestionuje lojalność Dona. |                     |                      |                               |                    |               |
| 30 | Mind Games          | 10 marca 2006        | Andrew Dettman                | Peter Markle       | 2,17          |
| Don wraz z zespołem prowadzi śledztwo w sprawie zamordowania trzech kobiet, których ciała zostały znalezione na odludziu. Don dowiaduje się, że medium Samuel Kraft skierował grupę dochodzeniową na miejsce zbrodni. Oferuje on pomoc agentom FBI, ale Charlie postanawia udowodnić, że mężczyzna jest zwykłym oszustem. |                     |                      |                               |                    |               |
| 31 | All’s Fair          | 31 marca 2006        | Julie Hébert                  | Rob Morrow         | 2,18          |
| Zamordowano Irakijkę, która realizowała dokument promujący prawa islamskich kobiet. Don, przy pomocy kuzynki zabitej oraz jej męża, odkrywa sprawy łączące ofiarę z Saddamem Husajnem. Tymczasem Charlie odnawia znajomość z byłą dziewczyną, która przyjechała w odwiedziny w trakcie tournée promującego jej książki. |                     |                      |                               |                    |               |
| 32 | Dark Matter         | 7 kwietnia 2006      | Don McGill                    | Peter Ellis        | 2,19          |
| W szkole dochodzi do strzelaniny. Ginie kilkoro uczniów. Początkowo FBI ustala, iż było dwóch strzelców, uczniów także tej szkoły. Charlie sprawdzając równanie w praktyce, dowodzi, że strzelców było trzech. |                     |                      |                               |                    |               |
| 33 | Guns and Roses      | 21 kwietnia 2006     | Robert Port Mark Llewellyn    | Stephen Gyllenhaal | 2,20          |
| Zostaje zabita policjantka, była dziewczyna Dona. Jednak do końca nie jest jasne czy jest to zabójstwo, czy samobójstwo. Don chce przy pomocy Charliego i bliskich dziewczyny udowodnić, że do jej śmierci ktoś się przyczynił. |                     |                      |                               |                    |               |
| 34 | Rampage             | 28 kwietnia 2006     | Ken Sanzel                    | J. Miller Tobin    | 2,21          |
| Siedziba FBI zostaje zaatakowana przez przykładnego ojca rodziny i w czasie tego zamieszania ginie aktualnie przesłuchiwany podejrzany. Charlie, przebywający w tym czasie na miejscu zdarzenia, niechętnie wraca, by pomóc Donowi odkryć dlaczego doszło do ataku i kto tak naprawdę za nim stoi. |                     |                      |                               |                    |               |
| 35 | Backscatter         | 5 maja 2006          | Nicolas Falacci Cheryl Heuton | Bill Eagles        | 2,22          |
| Don prowadzi śledztwo dotyczące kradzieży pieniędzy z kont bankowych. Okazuje się, że za wszystkim stoi rosyjska mafia, która próbuje wystraszyć Dona, grożąc jego rodzinie. Charlie jednak odkrywa prawdziwy motyw takiego działania. |                     |                      |                               |                    |               |
| 36 | Undercurrents       | 12 maja 2006         | J. David Harden               | J. Miller Tobin    | 2,23          |
| Woda wyrzuca na plażę ciała czterech Azjatek. Jedna z nich była dziennikarką, która chciała opisać przemyt kobiet do USA. Okazuje się też, że jedna z kobiet była nosicielką wirusa ptasiej grypy. Charlie próbuje pomóc Donowi odnaleźć zaginiony kontener i resztę przewożonych dziewczyn oraz powstrzymać możliwą epidemię. |                     |                      |                               |                    |               |
| 37 | Hot Shot            | 19 maja 2006         | Barry Schindel                | John Behring       | 2,24          |
| Don rozwiązuje sprawę seryjnego mordercy, który pozoruje samobójstwa przez przedawkowanie. Charlie pomaga ustalić co łączyło kobiety oraz kiedy i w jakich okolicznościach spotkały zabójcę. |                     |                      |                               |                    |               |

## Sezon 3
| N/o | Tytuł                | Data premiery        | Scenarzysta                   | Reżyser             | Numer w serii |
| --- | -------------------- | -------------------- | ----------------------------- | ------------------- | ------------- |
| 38 | Spree                | 22 września 2006     | Ken Sanzel                    | John Behring        | 3,01          |
| Don wraz z przyjacielem prowadzą poszukiwania pary przestępców, która okrada i zabija przypadkowych ludzi w wielu stanach. Okazuje się jednak, że nie wszystkie ofiary były przypadkowe, a kobieta stara się pozbyć osób, przez które musiała wyjechać z Los Angeles. Charlie stara się przewidzieć kolejne ruchy ściganych. Podczas śledztwa kobieta bierze na zakładniczkę Megan. |                      |                      |                               |                     |               |
| 39 | Two Daughters        | 29 września 2006     | Ken Sanzel                    | Alex Zakrzewski     | 3,02          |
| Don szuka Megan i jej porywaczki. Charlie pomaga mu wyznaczając teren, na którym powinni szukać. W międzyczasie okazuje się, że kobieta wróciła do Los Angeles nie tylko po to, by się zemścić, ale również po to, by odnaleźć oddaną 15 lat temu córkę. |                      |                      |                               |                     |               |
| 40 | Provenance           | 6 października 2006  | Don McGill                    | David Von Ancken    | 3,03          |
| Z muzeum zostaje skradziony cenny obraz, który został zagrabiony przed laty przez nazistów. Charlie typuje najbardziej prawdopodobnego złodzieja, jednak FBI znajduje go martwego. Okazuje się też, że obraz to falsyfikat. Poszukiwania zleceniodawcy prowadzą do muzeum. |                      |                      |                               |                     |               |
| 41 | The Mole             | 13 października 2006 | Robert Port                   | Stephen Gyllenhaal  | 3,04          |
| Przed nocnym klubem ginie młoda Chinka. Okazuje się, że nie był to wypadek i że kobieta pod przykrywką tłumaczki była szpiegiem. Kiedy wychodzi na jaw, że w agencji rządowej jest kret, Don próbuje go znaleźć, a Charlie opracowując szkic kreta stara się mu pomóc. |                      |                      |                               |                     |               |
| 42 | Traffic              | 20 października 2006 | Nicolas Falacci Cheryl Heuton | J. Miller Tobin     | 3,05          |
| Podczas powrotu do domu zostaje ranny ojciec jadący z dwójką dzieci. Chłopiec widzi w czasie wypadku białą furgonetkę w pobliżu. Okazuje się, że nie był to wypadek i że takich „wypadków” było w ostatnim czasie więcej. Charlie próbuje przewidzieć drogi ucieczki z miejsca zdarzenia i dzięki temu pomaga Donowi dotrzeć do sprawcy. |                      |                      |                               |                     |               |
| 43 | Longshot             | 27 października 2006 | J. David Harden               | John Behring        | 3,06          |
| Na wyścigach ginie młody chłopak, który często wygrywał. Razem z Donem sprawę prowadzi jego dawna uczennica, która kieruje podejrzenia na handlarza narkotyków, współpracującego z właścicielem toru. Charlie odkrywa, że zamordowany chłopak ma wspólnika, a na wyścigach dochodziło do ustawianych biegów. |                      |                      |                               |                     |               |
| 44 | Blackout             | 3 listopada 2006     | Andrew Dettman                | Scott Lautanen      | 3,07          |
| W mieście dochodzi do awarii trzech rozdzielni energii elektrycznej. Charlie próbuje określić motyw sprawców. Okazuje się, że celem jest handlarz narkotyków, który zgodził się zeznawać przeciwko salwadorskiej mafii. |                      |                      |                               |                     |               |
| 45 | Hardball             | 10 listopada 2006    | Nicolas Falacci Cheryl Heuton | Fred Keller         | 3,08          |
| Don i jego współpracownicy prowadzą śledztwo w sprawie śmierci baseballisty. Mają ustalić, czy gracz padł ofiarą zabójstwa, czy też przypadkowo przedawkował sterydy. Charlie dociera do zdumiewającej analizy statystycznej, pozwalającej zidentyfikować graczy, którzy używają sterydów. Dzięki temu FBI ustala motyw zbrodni i wpada na trop mordercy. |                      |                      |                               |                     |               |
| 46 | Waste Not            | 17 listopada 2006    | Julie Hebert                  | J. Miller Tobin     | 3,09          |
| Na szkolnym boisku dochodzi nagle do zapadnięcia się gruntu. Ginie starsza kobieta, a kilkoro uczniów jest rannych. FBI podejrzewa przestępstwo ekologiczne. Zespół Dona wpada na ślad nielegalnego składowania odpadów przez firmę budowlaną, która zakopywała pojemniki z toksycznymi substancjami pod boiskami należącymi do szkoły. Agenci ustalają, że wśród uczniów tej szkoły jest wyższy niż przeciętny odsetek cierpiących na raka i dolegliwości neurologiczne. Charlie opracowuje matematyczną analizę mogącą dowieść związek między materiałami wykorzystywanymi przez podejrzaną firmą budowlaną a przypadkami raka. Nowa szefowa Charliego, Millie, nakazuje mu spędzać mniej czasu na pomaganiu FBI, a więcej na pracy naukowej na uczelni. |                      |                      |                               |                     |               |
| 47 | Brutus               | 24 listopada 2006    | Ken Sanzel                    | Oz Scott            | 3,10          |
| Zespół Dona prowadzi śledztwo w sprawie morderstwa senatora. W trakcie dochodzenia agenci odkrywają spisek mający na celu zemstę na osobach zaangażowanych w pewien szczególny rządowy projekt. W projekcie tym uczestniczyli jeńcy wojenni, którzy poddawani zostali praniu mózgów i przekształceni w uśpionych zabójców. Mimo że projekt wstrzymano, agenci FBI ustalili, że ktoś w dalszym ciągu używa jego byłych uczestników do zabijania. |                      |                      |                               |                     |               |
| 48 | Killer Chat          | 15 grudnia 2006      | Don McGill                    | Chris Hartwill      | 3,11          |
| Kolejne morderstwo, ta sama metoda. Zginęło sześciu mężczyzn, pozornie żadnych powiązań między nimi. Jedyne, co ich łączy, to fakt, że znaleziono ich ciała skrępowane i pobite w domach, wystawionym na sprzedaż. Zabójcą nie jest jednak sfrustrowany agent nieruchomości, chociaż Charlie przeprowadza analizę matematyczną wzorca zachowania sprawcy, która potwierdza, że kluczem do rozwiązania tej zagadki kryminalnej są domy. Gdy on sporządza listę prawdopodobnych miejsc ataku, Megan tworzy profil tego seryjnego mordercy i wskazuje, że w ten sposób mści się on za coś, co stało się w przeszłości – dalekiej lub bliskiej. Ofiara molestowania? W toku śledztwa wychodzi na jaw jeszcze jedna wspólna cecha – wszystkie ofiary zostały zwabione przez internet i każdy z tych mężczyzn dopuścił się wcześniej przestępstw na tle seksualnym... Charlie pomaga agentom FBI w tym dochodzeniu, ale czeka go jeszcze jedno wyzwanie. Był przeciwny, by jego najlepszy przyjaciel i zarazem mentor leciał w kosmos na pokładzie promu kosmicznego. Ale teraz, gdy jego udział w półrocznej misji NASA stoi pod znakiem zapytania, może warto pomóc Larry’emu, by mógł spełnić największe marzenie swojego życia. |                      |                      |                               |                     |               |
| 49 | Nine Wives           | 5 stycznia 2007      | Julie Hébert                  | Julie Hébert        | 3,12          |
| Don i jego ludzie prowadzą śledztwo w sprawie nastolatki, którą znaleziono pobitą prawie na śmierć. Okazuje się, że dziewczyna uciekła z pewnej sekty. W sekcie panowała poligamia, a jej przewódca był poszukiwany przez FBI za liczne przestępstwa, w tym gwałt i morderstwo. Agenci dowiadują się, że matka dziewczyny, fanatyczna członkini sekty, sama „oddała” córkę swemu guru. W tym czasie Charlie i Amita pracują nad rozszyfrowaniem. |                      |                      |                               |                     |               |
| 50 | Finders Keepers      | 12 stycznia 2007     | Andrew Dettman                | Colin Bucksey       | 3,13          |
| – brak opisu- |                      |                      |                               |                     |               |
| 51 | Take Out             | 2 lutego 2007        | Sean Crouch                   | Leslie Libman       | 3,14          |
| Don i jego zespół prowadzą śledztwo w sprawie serii napadów rabunkowych na restauracje, w czasie których doszło do kilku zabójstw. Agenci odkrywają, że złodzieje kradną karty kredytowe klientów, które wykorzystują do transakcji w sklepie internetowym, a następnie przelewają pieniądze na zagraniczne konta bankowe. Charlie chce odkryć, gdzie dochodzi do prania brudnych pieniędzy. Ma nadzieję, że dzięki temu uda się zapobiec napadom na kolejne lokale. Po strzelaninie w Crystal Hoyle, FBI zmusza Dona do spotkania z psychologiem policyjnym, który specjalizuje się w terapii urazów psychicznych. |                      |                      |                               |                     |               |
| 52 | End of Watch         | 9 lutego 2007        | Robert Port Mark Llewellyn    | Michael Watkins     | 3,15          |
| Don i FBI otwierają sprawę sprzed siedemnastu lat, gdy na placu budowy zostaje znaleziona policyjna odznaka zaginionego policjanta z Los Angeles. Policja jest przekonana, że za sprawą stoi były członek gangu, który chciał zemścić się za śmierć brata. Charlie ponownie przegląda wszystkie informacje w tej sprawie i określa miejsce, w którym zginęła ofiara. Trop prowadzi FBI na ślad kolejnych podejrzanych, informatorów i przekupnych funkcjonariuszy. |                      |                      |                               |                     |               |
| 53 | Contenders           | 16 lutego 2007       | J. David Harden               | Alex Zakrzewski     | 3,16          |
| – brak opisu- |                      |                      |                               |                     |               |
| 54 | One Hour             | 23 lutego 2007       | Ken Sanzel                    | J. Miller Tobin     | 3,17          |
| -brak opisu- |                      |                      |                               |                     |               |
| 55 | Democracy            | 9 marca 2007         | Cheryl Heuton Nicolas Falacci | Steve Boyum         | 3,18          |
| -brak opisu- |                      |                      |                               |                     |               |
| 56 | Pandora’s Box        | 30 marca 2007        | Andrew Black                  | Dennis Smith        | 3,19          |
| -brak opisu- |                      |                      |                               |                     |               |
| 57 | Burn Rate            | 6 kwietnia 2007      | Don McGill                    | Frederick K. Keller | 3,20          |
| W eksplozji bomby, ukrytej w porannej poczcie, ginie dziennikarz, specjalizujący się w nauce i technice. Świadkowie zauważyli błysk, a potem całe biuro redakcji zostało zdemolowane. FBI rozpoczyna śledztwo. Saperzy i inni specjaliści od ładunków wybuchowych, umieszczanych w listach, już pracują na miejscu zbrodni, gdy kierująca tym dochodzeniem, agentka Jennifer Malloy wzywa także Charliego – ze względu na jego wcześniejsze osiągnięcia w tego typu sprawach. Tymczasem Liz i Colby spotykają się z wdową, która wspomina, że jej mąż ostatnio otrzymywał pogróżki od niejakiego „Bombiarza” za artykuł o atakach bombowych na pewne laboratorium biotechnologiczne. To zdarzenie sprzed trzech lat i winny tamtych zamachów terrorystycznych, pewien student już przebywa w więzieniu, chociaż Don Epps i jego zespół są przekonani, że „mózgiem” tamtych operacji był jego wykładowca – profesor Glaser. Ten sfrustrowany naukowiec przegrał ostatnio proces w sądzie. W tym samym czasie doszło do kolejnych zabójstw... na odległość. Czy podłożył te ładunki, by zemścić się władzach federalnych? Odpowiedź wydaje się za prosta, a dowody zbyt oczywiste, więc Charlie postanawia zbadać tę sprawę dokładniej i rekonstruuje pierwszą bombę... Musi się pośpieszyć, bo następnym celem może zostać ktoś ze znanych mu osób. |                      |                      |                               |                     |               |
| 58 | The Art of Reckoning | 27 kwietnia 2007     | Juile Hebert                  | John Behring        | 3,21          |
| Prom kosmiczny z Larrym na pokładzie ląduje. Charlie i Amita cieszą się, że ich przyjaciel szczęśliwie wraca do domu. Tymczasem Don i Alvin Brickle z Departamentu Sprawiedliwości odwiedzają w więzieniu federalnym „Pony’ego” Fu? eza, który w celi śmierci oczekuje na wykonanie wyroku, wcześniej jednak ten kryminalista pragnie oczyścić swoje sumienie. Jako płatny zabójca na usługach mafii zamordował wielu niewinnych ludzi, których ciał dotąd nie odnaleziono. Teraz zgodził się współpracować i wskazać miejsca ukrycia tych zwłok. Zostało sześć dni do egzekucji, ale Don podejrzewa, że tylko jeszcze jedna próba oszustwa ze strony tego przestępcy. Nie przekonuje go nawet fakt, że Fu? ez nie działa bezinteresownie i w zamian chce, by odwiedziła go córka, której nigdy nie widział. Potem zmienia zdanie i żąda, by ich spotkanie odbyło się poza zakładem karnym. Na prośbę brata, Charlie przeprowadza analizę zabezpieczeń w tym więzieniu. Don nie zamierza iść na układ, ale Brickle naciska – widzi szansę na zakończenie kilku nierozwiązanych dotąd, a bardzo głośnych spraw. Najmocniejszą kartą przetargową w tych negocjacjach okazuje się zagadka śmierci syna kongresmena. Chłopiec zaginął przed kilku laty, a Fu? ez przyznaje się do jego uprowadzenia i zabójstwa. W miejscu wskazanym przez niego śledczy nie znajdują jednak szczątków tego dziecka. A równocześnie, gdy Don pod eskortą wyprowadza skazańca, on i Alvin zostają brutalnie zaatakowani...                                                                |                      |                      |                               |                     |               |
| 59 | Under Pressure       | 4 maja 2007          | Andrew Dettman                | J. Miller Tobin     | 3,22          |
| Liz, Colby i David śledzą młodego mężczyznę, podejrzewanego o kontakty z terrorystami z Bliskiego Wschodu. Tylko on może doprowadzić FBI do reszty siatki terrorystycznej, która może wkrótce zaatakować w Los Angeles. Ale, by ratować życie niewinnego człowieka, David dekonspiruje się i agentom nie pozostaje nic innego, jak zatrzymać obiekt. To fatalnie dla dalszego śledztwa, bo chociaż znajdują przy aresztancie sporą sumę pieniędzy, to nic więcej nie są w stanie dowiedzieć się od niego na temat planowanego zamachu. Przesłuchanie nic nie daje, więc Charlie oferuje swoją pomoc i rozpracowuje schemat działania komórki terrorystycznej. To dynamiczna struktura, więc szczególnie, gdy jej członkowie są ścigani, zmieniają całą organizację. Kilka dni wcześniej CIA znalazło w Jemenie laptop, a w nim interesujące informacje na temat finansowania działalności takich grup i dyrektor tej agencji, Phillip Wright dzieli się tymi rewelacjami z zespołem Dona Eppsa. Dla zacieśnienia współpracy przysyła też swojego najlepszego człowieka, kapitana Adamsa. Ale wtedy zamiast postępów w dochodzeniu, sprawa się coraz bardziej komplikuje. Don i jego koledzy postanawiają bardzo dokładnie przyjrzeć się tej sprawie od początku, by odkryć błąd, zanim dojdzie do najgorszego. Agenci federalni przejęli fundusze terrorystów i schwytali jednego z uczestników spisku, mimo to zagrożenie stało się bardziej realne, bo zamachowcy dysponują już sarinem. Czy przy wsparciu geniusza matematycznego wygrają jednak wyścig z czasem? |                      |                      |                               |                     |               |
| 60 | Money For Nothing    | 11 maja 2007         | Nicolas Falacci Cheryl Heuton | Stephen Gyllenhaal  | 3,23          |
| Zostaje porwana ciężarówka z pomocą dla Zambii: lekami wartymi 2 mln dolarów i z sejfem zawierającym 50 mln dolarów. Porwana zostaje również dwójka ludzi towarzyszących transportowi. Dzięki pomocy Charliego udaje się odnaleźć ciężarówkę. Jednak okazuje się, że szukają jej też inny ludzie. Przez nich ciężarówka ucieka. Jeden z zakładników zostaje porzucony przez porywaczy. Zespół Dona odnajduje trójkę z czterech porywaczy. Zeznania porywaczy (z których jeden kłamie) i pomoc Charliego w ustaleniu prawdy pozwalają na odnalezienie ciężarówki i uwolnienie zakładnika. |                      |                      |                               |                     |               |
| 61 | The Janus List       | 18 maja 2007         | Robert Port Ken Sanzel        | John Behring        | 3,24          |
| David jadąc samochodem do pracy spotyka człowieka, który wysadza na moście swoją ciężarówkę i prosi o spotkanie z braćmi Eppes. Człowiek który wysadził ciężarówkę okazuje się być potrójnym agentem, autorem listy Janusa (lista z podwójnymi agentami i zdrajcami). Charlie odnajduje i uzyskuje dostęp do listy Janusa. Jeden z członków zespołu Dona jest na liście jako chiński szpieg. Zostaje on aresztowany i przyznaje się do winy. Jest to szokiem dla reszty zespołu. |                      |                      |                               |                     |               |

## Sezon 4
| N/o | Tytuł               | Data premiery        | Scenarzysta                   | Reżyser              | Numer w serii |
| --- | ------------------- | -------------------- | ----------------------------- | -------------------- | ------------- |
| 62 | Trust Metric        | 28 września 2007     | Ken Sanzel                    | Tony Scott           | 4,01          |
| Colby jest w więzieniu z zarzutem szpiegostwa na rzecz Chin, tam podczas rozmowy z agentem dostaje od niego klucz do kajdanek. Colby i jego kolega Dwayne Carter – również chiński szpieg – udają się konwojem do innego więzienia. Podczas przejazdu konwój zostaje zaatakowany, a więźniom udaje się zbiec. W związku z ucieczką Don i jego zespół podejmują śledztwo. Colby dzwoni do Charliego i Dona. Podczas rozmowy mówi Donowi, że był potrójnym szpiegiem pracującym z Michaelem Kirklandem z wydziału kontrwywiadu FBI, jednak nie może się teraz z nim skontaktować. Megan i David odnajdują zabitego i torturowanego Kirklanda, więc nie są w stanie potwierdzić prawdziwości wersji Colby’ego. Zbiegowie dostają się na chiński statek. Agent który torturował Kirklanda jest na statku i wie, że Colby jest potrójnym agentem. Torturując Colby’ego próbuje się dowiedzieć jakie informacje na jego temat ma FBI. Zespół Dona przy pomocy Charliego ustalają, że Carter będzie chciał uciec do Chin statkiem. Na podstawie zdjęć satelitarnych ustalają który to statek. Drużyna Dona postanawia zaufać Colby’emu i wraz z zespołem SWAT dostają się na statek ratując Colby’ego przed zabiciem. Użycie matematyki: Heurystyka |                     |                      |                               |                      |               |
| 63 | Hollywood Homicide  | 5 października 2007  | Andy Dettmann                 | Alexander Zakrzewski | 4,02          |
| Na początku odcinka pojawia się film wideo pokazujący martwą młodą kobietę znalezioną w wannie – ofiarę tytułowego zabójstwa w Hollywood. Drużyna Dona ma za zadanie wykryć sprawcę zbrodni. Podczas śledztwa okazuje się, że ofiara, jak i inna młoda kobieta poddały się operacjom plastyczny mającym na celu sprawienie, że staną się podobne – jak bliźniaczki. Colby wyzdrowiał po torturach i zostaje tymczasowo przypisany do zespołu Dona. David nie może mu wybaczyć, że okłamywał go przez 2 lata wspólnej służby. Zabójca młodej kobiety zostaje wykryty i aresztowany. Pod koniec odcinka don przekazuje Colby’emu list od dyrektora Biura i mówi mi, że pewnie będzie mógł wybrać miejsce gdzie chce pracować. Użycie matematyki: Prawo Snelliusa, Prawo Archimedesa, Teoria gier |                     |                      |                               |                      |               |
| 64 | Velocity            | 12 października 2007 | Cheryl Heuton Nicolas Falacci | Fred Keller          | 4,03          |
| W czasie rajdów ulicznych samochód wpada do kawiarenki, drużyna FBI podejrzewa, że to mógł nie być wypadek. Colby w liście o którym mowa w poprzednim odcinku, otrzymuje ofertę świetnej posady w Waszyngtonie, jednak ją odrzuca i postanawia zostać w zespole Dona. Użycie matematyki: Moment pędu, Siła dośrodkowa, Prawa zachowania, Zasady dynamiki Newtona |                     |                      |                               |                      |               |
| 65 | Thirteen            | 19 października 2007 | Don McGill                    | Ralph Hemecker       | 4,04          |
| Don i Charlie wraz z drużyną próbują powstrzymać seryjnego mordercę, który ma obsesje dotycząca postaci biblijnych. Gdy już wydaje się, że zatrzymano właściwą osobę, osoba ta zostaje zabita przez snajpera. Podobnie dzieje się po zatrzymaniu drugiego podejrzanego. Tożsamość snajpera zostaje odkryta, jednak nie udaje się jego złapać. Użycie matematyki: Ciąg Fibonacciego, Numerologia |                     |                      |                               |                      |               |
| 66 | Robin Hood          | 26 października 2007 | Robert Port                   | J. Miller Tobin      | 4,05          |
| Ktoś okradł skrytki w prywatnym banku. Właściciele skrytek mają wiele do ukrycia, dlatego ani bank ani oni nie współpracują z FBI. Skradzione zostają rzeczy mające znaczną wartość, lecz pochodzące z przestępstwa np. 2 kg heroiny, kradziona zabytkowa waza. W trakcie śledztwa okazuje się, że skradzione z banku kosztowności są spieniężane, a uzyskane środki przekazywane na rzecz organizacji charytatywnych. Użycie matematyki: Trajektoria |                     |                      |                               |                      |               |
| 67 | In Security         | 2 listopada 2007     | Sean Crouch                   | Stephen Gyllenhaal   | 4,06          |
| Ginie świadek koronny. Wcześniej kobieta była na kolacji z Donem. Don uważa, że naprowadził mordercę na jej trop. Charlie postanawia udowodnić, że jego brat nie jest za to odpowiedzialny. Charlie podpisuje pierwsze egzemplarze swojej książki. Użycie matematyki: Regresja |                     |                      |                               |                      |               |
| 68 | Primacy             | 9 listopada 2007     | Julie Hebert                  | Chris Hartwill       | 4,07          |
| Znaleziono zwłoki mężczyzny. To zastępca prokuratora z Kansas i gracz RPG. Zespół musi zagłębić się w świat internetowych gier RPG. Charlie udziela wywiadu na temat książki. Prosi Amitę, by z nim zamieszkała, ale najpierw bohaterowie muszą doprowadzić do końca sprawę, w której powiązany z internetową grą zabójca uważa Amitę za przeciwniczkę. Życie Amity jest zagrożone. Użycie matematyki: Algorytm genetyczny |                     |                      |                               |                      |               |
| 69 | Tabu                | 16 listopada 2007    | Sekou Hamilton                | Alex Zakrzewski      | 4,08          |
| Córka bogatego biznesmena zostaje porwana z dyskoteki przez grupę osób wyposażonych w broń automatyczną. Porywacze żądają okupu. Negocjacje zostają zerwane. Okazuje się, że porwana jest przywódczynią porywaczy i sama zaplanowała swoje porwanie. Ci sami porywacze porywają biznesmena. Drużyna dona z pomocą Charliego i Amity namierza porywaczy i odbija biznesmena zabijając jednego z porywaczy i raniąc córkę biznesmena. Liz oddaje Donowi klucz od jego mieszkania, wygląda to na koniec ich związku. Użycie matematyki: Przeszukiwanie tabu, Algorytm min-max |                     |                      |                               |                      |               |
| 70 | Graphic             | 23 listopada 2007    | Cheryl Heuton Nicolas Falacci | John Behring         | 4,09          |
| Zjazd twórców komiksów zamienia się w miejsce zbrodni. Jeden z wystawców zostaje okradziony z cennego egzemplarza rzadkiego komiksu. Podczas napadu ginie ochroniarz. Po pewnym czasie ktoś sprzedaje skradziony komiks. Jak się okazuje robi to kilkanaście razy i wszystkie egzemplarze są podróbkami. W trakcie pościgu za podejrzanym Don zostaje obezwładniony. Napastnik chce go zastrzelić jednak David ratuje Dona. Zostaje zorganizowana aukcja na której zostają wystawione wszystkie fałszywe egzemplarze. Charlie podejrzewa, że jeden z egzemplarzy będzie oryginalnym. Jego przeczucie sprawdza się. Dziennikarz pisze artykuł o Charlim, rozmawia też z jego bliskimi. Użycie matematyki: Wymiar podobieństwa |                     |                      |                               |                      |               |
| 71 | Chinese Box         | 14 grudnia 2007      | Ken Sanzel                    | Dennis Smith         | 4,10          |
| Megan i David wybierają się na miasto kupić śniadanie, gdy są na parterze, do budynku wdziera się napastnik. Jeden z pracowników FBI zostaje przez niego postrzelony. Napastnik bierze w windzie zakładniczkę. David doprowadza do sytuacji w której zakładniczka zostaje zwolniona, a on i napastnik zostają w windzie. Oboje są uzbrojeni w pistolety i celują w siebie. Don wraz z resztą zespołu próbują uwolnić Davida. Napastnik nie chce negocjować i utrzymywać kontaktu. Pozostaje więc rozwiązanie siłowe. Pierwsza próba odbicia nie powiodła się. Obmyślany jest kolejny plan. Napastnik uważa, że był cały czas obserwowani przez FBI i to doprowadziło go do ataku. W końcu agresor poddaje się i zostaje aresztowany. Użycie matematyki: Chiński pokój, Analiza skupień |                     |                      |                               |                      |               |
| 72 | Breaking Point      | 11 stycznia 2008     | Andrew Dettman                | Craig Ross Jr.       | 4,11          |
| Don wraz z drużyną poszukują zaginionej reporterki. Charlie udziela wywiadu, podczas którego mówi o tej sprawie, sprowadza to na niego złość Dona. Z tego powodu Charlie wychodzi z domu i jedzie do Cal-Sci, w czasie drogi jest śledzony przez osoby jadące pickupem. Podczas kolejnej podróży jest ponownie śledzony przez ten sam samochód. Zostaje zepchnięty z drogi i ktoś próbuje go zastrzelić. Okazuje się, że ten sam pickup był w miejscu w którym ostatni raz widziano zaginioną dziennikarkę. Colby przy magazynie wynajmowanym przez dziennikarkę zauważa ludzi zabierających rzeczy. Wywiązuje się strzelanina. Ginie jeden z napastników, drugi zostaje postrzelony. Zostają znalezione sporządzone przez zaginioną notatki. Zawierają one ciągi liczb. Charlie ustala, że są to informacje na temat nieuczciwego wykupu budynków przez jednego z developerów. Zaginiona zostaje odnaleziona, a developer aresztowany. Użycie matematyki: Regresja |                     |                      |                               |                      |               |
| 73 | Power               | 18 stycznia 2008     | Julie Hébert                  | Julie Hébert         | 4,12          |
| W mieście grasuje gwałciciel w mundurze policjanta. Zespół Dona zajmuje się sprawą. Dwie z ofiar w wyniku gwałtu zostały zarażone rzadko spotykanym szczepem rzeżączki. Dzięki tym informacją i pomocy Charliego śledztwo posuwa się do przodu i sprawca zostaje wykryty. Podczas próby zatrzymania w samochodzie ma już kolejna ofiarę i podejmuje się ucieczki. Wywiązuje się pościg, a później strzelanina jedna gwałciciel zostaje zatrzymany, a niedoszłej ofierze nic się nie dziej. Użycie matematyki: Teoria mnogości, Diagram Venna |                     |                      |                               |                      |               |
| 74 | Black Swan          | 4 kwietnia 2008      | Ken Sanzel                    | John Behring         | 4,13          |
| Ludzie Dona wraz z zespołem SWAT likwidują wytwórnię amfetaminy i aresztują ludzi w niej pracujących. Przy okazji zostaje aresztowany mężczyzna znajdujący się, który zaczął uciekać. W samochodzie zatrzymanego odnaleziono kilka sztuk broni, kajdanki, materiał dźwiękochłonny, natomiast on sam okazuje się być członkiem organizacji terrorystycznej. Colby i David obserwując samochód podejrzanego odnajdują dwóch jego wspólników i ich kryjówkę. Prowadzą jej obserwację. Colby instaluje podsłuch. Podczas tej operacji okazuje się, że w obserwowanych domu jest jeszcze trzeci mężczyzna który nigdy nie wychodził z domu. Don dochodzi do wniosku, że podejrzani wytwarzają bomby i decyduje o podjęciu akcji mającej na celu ich aresztowanie. Zanim zespół przybywa na miejsce Colby i David z podsłuchu dowiadują się, że podejrzani biorą broń i przygotowują się do opuszczenia kryjówki, aby zapobiec ucieczce muszą wkroczyć do akcji. Wywiązuje się strzelanina, jeden z podejrzanych zostaje zastrzelony, inny ucieka, a ostatni ginie w wyniku wybuchu. Zbieg wraz z bombami udaje się do banku, jednak donowi i Megan udaje się nakłonić go do poddania. Użycie matematyki: Algorytm Floyda-Warshalla, Diagram Woronoja |                     |                      |                               |                      |               |
| 75 | Checkmate           | 11 kwietnia 2008     | Robert Port                   | Stephen Gyllenhaal   | 4,14          |
| Dwóch świadków w sprawie przeciwko „J-Light” – szefowi gangu, mających zeznawać w tym samym procesie zostało zabitych. David i Colby jadą odebrać trzeciego. Wywiązuje się strzelanina, podczas której zabijają osobę chcącą zabić ich świadka. Charlie idzie na dwudniowy trening do FBI. Don spotyka Robin dawną przyjaciółkę, prokurator. J-Light kieruje swoim gangiem pomimo pobytu w więzieniu. Prawie co tydzień odwiedza go chłopak o imieniu Levi. David podczas rozmowy z Levim dowiaduje się, że chodzi on do J-Lighta na lekcje szachów. Amita i Lary ustalają, że Robin była osobą która prosiła o najważniejsze informacje na temat zabitych świadków. Don podejrzewa, że to ona była źródłem wycieku informacji, które umożliwiły zabicie świadków. Okazuje się jednak, że serwisantka jej komputera wykradała z niego informacje o świadkach. Don odkrywa, że Robin ma być kolejnym celem zabójcy. David uczy się grać w szachy i ponownie spotyka się z Levin aby z nim zagrać i dowiedzieć się czegoś nowego w sprawie, przegląda jego notes – są w nim tylko informacje o ruchach. David nabiera jednak podejrzeń, że J-Light przekazuje Leviemu instrukcje zakodowane pod postacią ruchów. Amita i Lary podejmują się zbadania tej sprawy. Zabójczyni przychodzi po Robin, jednak Don ją ratuje. Amita i Lary odszyfrowują ostatni rozkaz J-Lighta. Jest to zlecenie zabicia Leviego. David zapobiega temu. Użycie matematyki: Indukcja wsteczna |                     |                      |                               |                      |               |
| 76 | End Game            | 25 kwietnia 2008     | Don McGill                    | Dennis Smith         | 4,15          |
| Rodzina byłego żołnierza amerykańskiej piechoty morskiej zostaje porwana. Ci, którzy przetrzymują jego siostrę i ojca chcą zmusić go do powrotu z Meksyku, gdzie ukrywa się w obawie przed więzieniem za zbrodnie, które rzekomo popełnił. AgenciDona odkrywają prawdziwy motyw porwania – porywacze uważają, że Clay zna miejsce ukryciapieniędzy, które ukradli wspólnie w Iraku. Po przyjeździe do USA Clay zostaje aresztowany. Don decyduje się wypuścić go jako przynętę. |                     |                      |                               |                      |               |
| 77 | Atomic No. 33       | 2 maja 2008          | Sean Crouch                   | Leslie Libman        | 4,16          |
| FBI zajmuje się sprawą sekty religijnej, której członkowie odmawiają przyjęcia pomocy medycznej po zatruciu arszenikiem. Nowy przywódca zmienia zasady swego kościoła i wyraża zgodę na leczenie. Śledztwo wykazuje, że poprzedni lider również zginął od arszeniku. Podejrzenie pada na jego żonę, Susan Doran. Kiedy przebywa ona w areszcie, nowy przywódca ginie w zamachu bombowym. |                     |                      |                               |                      |               |
| 78 | Pay to Play         | 9 maja 2008          | Andrew Dettman Steve Cohen    | Alex Zakrzewski      | 4,17          |
| Na przyjęciu urodzinowym producenta muzycznego Blancharda zostaje zastrzelony Hunter, popularny artysta hip-hopowy. Zespół Dona uważa, że motywem mogła być rywalizacja między Hunterem a wschodzącą gwiazdą hip hopu, Derekiem. Jednak wdowa po Hunterze ujawnia dowody wskazujące na to, że Hunter został zabity w związku z nie do końca legalną działalnością Blancharda. |                     |                      |                               |                      |               |
| 79 | When Worlds Collide | 16 maja 2008         | Cheryl Heuton Nicolas Falacci | John Behring         | 4,18          |
| Dwaj Pakistańczycy zostają porwani. Phil jeden z przyjaciół Charliego zostaje aresztowany przez FBI pod zarzutem wysyłania poufnych informacji, które mogłyby wspierać terrorystów w Pakistanie. Charlie jest przekonany o jego niewinności i próbuje to udowodnić. Zespół Dona odkrywa dowody, że ofiary porwania mogły planować ataki na szkoły. David i Colby odnajdują martwe ofiary porwania. Megan odchodzi z FBI aby dokończyć doktorat i doradzać kobietom w więzieniu. Charlie wysyła resztę badań Phila do kilku uniwersytetów w Pakistanie. Traci przez to poświadczenie bezpieczeństwa, co uniemożliwia mu dalszą pracę dla FBI. |                     |                      |                               |                      |               |

## Sezon 5
| N/o | Tytuł                | Data premiery        | Scenarzysta                   | Reżyser               | Numer w serii |
| --- | -------------------- | -------------------- | ----------------------------- | --------------------- | ------------- |
| 80 | High Exposure        | 3 października 2008  | Nicolas Falacci Cheryl Heuton | Alex Zakrzewski       | 5,01          |
| Zostaje zamordowanych dwoje amatorów wspinaczki. Przy nich znaleziono duży diament. Don i jego ekipa poszukują morderców. W międzyczasie Charlie dochodzi do wniosku, że powinien ponownie otrzymać uprawnienia od FBI. Do zespołu dołącza nowa agentka. |                      |                      |                               |                       |               |
| 81 | The Decoy Effect     | 10 października 2008 | Ken Sanzel                    | Ralph Hemecker        | 5,02          |
| Don i ekipa poszukują grupy porywaczy. Seria przestępstw staje się sprawą bardziej poważną, gdy podczas rabunku przy bankomacie ginie kobieta. Rozpoczyna się pościg za przywódcą gangu. Nowa agentka, Nikki, zgadza się wystąpić w roli przynęty. Zaangażowanie w sprawę Charliego przysparza kłopotów Donowi. |                      |                      |                               |                       |               |
| 82 | Blowback             | 17 października 2008 | Robert Port                   | Dennis Smith          | 5,03          |
| Osiem osób, w tym dwóch policjantów, zostaje zamordowanych w kawiarni. Wszystko wskazuje na to, że była to egzekucja. Bohaterowie odkrywają skomplikowaną sprawę, w której łączą się elementy szantażu, romansui korupcji. Jednocześnie McGowan wciąż kontynuuje śledztwo w sprawie Charliego i Dona. |                      |                      |                               |                       |               |
| 83 | Jack of All Trades   | 24 października 2008 | Andrew Dettmann               | Stephen Gyllenhaal    | 5,04          |
| Ekipa Dona pomaga agentowi Bloomowi namierzyć oszusta, którego ten ściga od lat. W międzyczasie ogłoszona zostaje końcowa decyzja odnośnie do pozwolenia dla Charliego. Jednak ma ona konsekwencje nie tylko dla niego – zagrożona jest również pozycja Dona. |                      |                      |                               |                       |               |
| 84 | Scan Man             | 31 października 2008 | Don McGill                    | Craig Ross Jr.        | 5,05          |
| Bohaterowie ścigają przestępcę, który pracuje w przemyśle transportowym. Ginie jeden z agentów Dona. Tragiczne wydarzenie sprawia, że Don zaczyna zastanawiać się nad rolą przywódcy ekipy. |                      |                      |                               |                       |               |
| 85 | Magic Show           | 7 listopada 2008     | Sean Crouch                   | John Behring          | 5,06          |
| David ogląda występ kobiety, która para się magią. W trakcie pokazu kobieta znika, a David zostaje wciągnięty w sprawę zaginionej osoby. |                      |                      |                               |                       |               |
| 86 | Charlie Don’t Surf   | 14 listopada 2008    | Steve Hawk                    | Emilio Estevez        | 5,07          |
| Ginie jeden z przyjaciół Dona i Charliego. Śmierć zostaje uznana za nieszczęśliwy wypadek. Bracia nie są pewni, czy faktycznie był to zbieg okoliczności. Ich śledztwo odkrywa coś szokującego. |                      |                      |                               |                       |               |
| 87 | Thirty-Six Hours     | 21 listopada 2008    | Julie Hébert                  | Rod Holcomb           | 5,08          |
| Dochodzi do zderzenia pociągu pasażerskiego z towarowym. Don i ekipa muszą wydobyć z katastrofy wszystkie ofiary. Jednocześnie usiłują ustalić, czy kolizja była wypadkiem, czy mają do czynienia z atakiem terrorystycznym. |                      |                      |                               |                       |               |
| 88 | Conspiracy Theory    | 5 grudnia 2008       | Robert David Port             | Dennis Smith          | 5,09          |
| FBI prowadzi dochodzenie w sprawie zamachu bombowego na siedzibę organizacji charytatywnej. To, co z początku wydawało się aktem terrorystycznym, okazuje się mieć zupełnie inne podłoże, a Don, Charlie i ich zespół odkrywają kolejne tajemnice, które skrywa organizacja. |                      |                      |                               |                       |               |
| 89 | Frienemies           | 19 grudnia 2008      | Cheryl Heuton Nicolas Falacci | Steve Boyum           | 5,10          |
| Charlie musi współpracować z konkurentem, gdy FBI zostaje wezwane do pomocy oddziałowi policji w Los Angeles. Samozwańcza grupa strażników prawa przeciwdziała przestępstwom zlecanym przez szefa mafii, Vica Toonera. Tymczasem Don rozważa, czy wiara w Boga i religijność pomoże mu w znalezieniu odpowiedzi na gnębiące go pytania. |                      |                      |                               |                       |               |
| 90 | Arrow of Time        | 9 stycznia 2009      | Ken Sanzel                    | Ken Sanzel            | 5,11          |
| Buck Winters, przestępca, którego Don posłał do więzienia, uciekł i zmierza w stronę Los Angeles. Współpracownicy Dona obawiają się, że Buck chce zemścić się na nim za zabicie jego dziewczyny, Crystal Hoyle. Zespół stara się wytropić Bucka i jego pomocników, natomiast Don przypomina sobie akcję zatrzymania Bucka i zastanawia się, czy nadużył wtedy kompetencji. |                      |                      |                               |                       |               |
| 91 | Jacked               | 16 stycznia 2009     | Don McGill                    | Stephen Gyllenhaal    | 5,12          |
| Autobus z turystami zwiedzającymi Hollywood zostaje porwany. FBI ma tylko 4 godziny na spełnienie żądań porywaczy i zdobycie 18 milionów dolarów lub uwolnienie zakładników. Zespół otrzymuje nieoczekiwaną pomoc od byłego policjanta, który znajduje się w autobusie i przesyła im nagranie z wnętrza. Sprawy się jednak komplikują. |                      |                      |                               |                       |               |
| 92 | Trouble In Chinatown | 23 stycznia 2009     |                               | Julie Hébert          | 5,13          |
| FBI współpracuje z Urzędem Imigracyjnym. W chińskiej dzielnicy zaginął w podejrzanych okolicznościach tajny agent. Wybucha walka między konkurencyjnymi gangami o wpływy na czarnym rynku. Medium Samuel Kraft powraca, by pomóc w odnalezieniu agenta FBI. David i Colby trafiają na moment, w którym Jimmy, przywódca jednego z gangów, zabija rywala, Henry’ego. Strzelają do Jimmy’ego, eliminując w ten sposób jedynego człowieka, który mógł wyjaśnić im, co zapoczątkowało wojnę gangów.                                    |                      |                      |                               |                       |               |
| 93 | Sneakerhead          | 6 lutego 2009        |                               | Emilio Estevez        | 5,14          |
| Ktoś włamał się do konsulatu Filipin i skradł parę sportowych butów wartą 250 000 dolarów. Konsul jest zdruzgotany, wyjaśnia agentom, że kolekcjonerzy limitowanych linii obuwia są gotowi zrobić wszystko, by je mieć. Agenci skupiają się początkowo na głównym rywalu konsula, raperze Lil’ Nutz, lecz wkrótce okazuje się, że drogocenne buty są w rękach albańskiego gangu. |                      |                      |                               |                       |               |
| 94 | Guilt Trip           | 13 lutego 2009       |                               | Gwyneth Horder-Payton | 5,15          |
| Gdy Robin Brooks przegrywa sprawę sądową o zamordowanie informatorki, zespół przyjmuje to bardzo emocjonalnie. Rozpoczyna się śledztwo mające udowodnić zabójstwo Damonowi Lake’owi, handlarzowi bronią. Mężczyzna zabił informatorkę FBI, która była jego dziewczyną. Zwracają się do Charliego o pomoc w zrozumieniu, jak ława przysięgłych mogła uniewinnić Lake’a. |                      |                      |                               |                       |               |
| 95 | Cover Me             | 27 lutego 2009       |                               | Rob Morrow            | 5,16          |
| Charlie ma plan, który ma powstrzymać rozprowadzanie niebezpiecznego narkotyku na ulicach Los Angeles. Wymaga to jednak udziału jednego z agentów w tajnej akcji wewnątrz gangu, co w przypadku ujawnienia równa się z jego śmiercią. Czy Liz, która podejmuje się tego zadania, będzie w stanie wykonać je pomimo utrudnień, których Charlie nie przewidział w swoim planie? |                      |                      |                               |                       |               |
| 96 | First Law            | 6 marca 2009         |                               | Steve Boyum           | 5,17          |
| Zamordowany zostaje programista, który stworzył skomplikowany system sztucznej inteligencji. Głównym podejrzanym staje się superkomputer – jego dzieło. FBI bada sprawę. Projekt wykonany był na zamówienie Departamentu Obrony i pomimo morderstwa, jego szefowa, Susan Calvin, nie widzi przeszkód, by go kontynuować. Amita i Charlie sprawdzają techniczny aspekt projektu. Odkrywają, że jest to pierwsza maszyna, która przeszła pozytywnie test Turinga, pomagający stwierdzić, czy komputer ma świadomość swego istnienia. |                      |                      |                               |                       |               |
| 97 | 12:01 AM             | 13 marca 2009        |                               | Ralph Hemecker        | 5,18          |
| Zespół prowadzi wyścig z czasem, sprawdzając podaną w ostatniej chwili informację, która może zapobiec egzekucji szefa mafii. David Coburn ma zginąć dokładnie w południe następnego dnia. Tymczasem Charlie pomaga drużynie koszykarskiej przełamać złą passę. |                      |                      |                               |                       |               |
| 98 | Animal Rites         | 10 kwietnia 2009     |                               | Ronald Víctor García  | 5,19          |
| Grupa radykalnych aktywistów na rzecz obrony praw zwierząt włamuje się do CalSci – instytutu, gdzie na co dzień pracuje Charlie. Wpadają w panikę i zabijają profesora Prestona Horowitza. Zespół FBI trafia na trop Josha Landona. To cierpiący na schizofrenię student CalSci oraz aktywista walczący o prawa zwierząt. David i Nikki udają się na wykład, na którym jest Josh. Ich wizyta powoduje u niego wybuch agresji, który kończy się wzięciem dwóch profesorów jako zakładników i zabarykadowaniem się w laboratorium.   |                      |                      |                               |                       |               |
| 99 | The Fifth Man        | 24 kwietnia 2009     |                               | Ken Sanzel            | 5,20          |
| Charlie myli się w obliczeniach na temat sprawy włamań do domów. W konsekwencji Don zostaje ranny podczas akcji. Według Charliego na miejscu powinno być czterech przestępców. Nie przewidział obecności piątego, który zaatakował Dona. Charlie obwinia siebie i stara się złapać szajkę. Jego brat walczy o życie w szpitalu. Okazuje się, że kalkulacje Charliego były prawidłowe, a za obecnością piątego mężczyzny kryje się inny motyw.                                                                                      |                      |                      |                               |                       |               |
| 100 | Disturbed            | 1 maja 2009          |                               | Dennis Smith          | 5,21          |
| Charlie nadal czuje się odpowiedzialny za to, że brat otarł się o śmierć. Poświęca się pracy dla FBI i wpada na trop mordercy grasującego w Los Angeles. Jego odkrycie bazuje na skomplikowanych wyliczeniach matematycznych. Zastępujący Dona David domaga się dowodów, zanim będzie mógł przydzielić ludzi do tej sprawy. Do pomocy Charliemu zgłasza się Ron McGill, detektyw-amator, którego hobby to tropienie przestępców. Wspólnie odkrywają, że morderca może być odpowiedzialny za kilkadziesiąt nierozwiązanych spraw.   |                      |                      |                               |                       |               |
| 101 | Greatest Hits        | 8 maja 2009          |                               | Stephen Gyllenhaal    | 5,22          |
| Zespół Dona prowadzi śledztwo w sprawie napadu na bank, który jest dokładnym odzwierciedleniem napadu z 2002 roku. Tamta sprawa nie została nigdy rozwiązana. Nikki i Colby przesłuchują agenta FBI, który prowadził śledztwo w 2002 roku. Jednak wkrótce okazuje się, iż to właśnie agent Bloom może być głównym podejrzanym. |                      |                      |                               |                       |               |
| 102 | Angels and Devils    | 15 maja 2009         |                               | Alex Zakrzewski       | 5,23          |
| Amita zostaje uprowadzona przez sektę. Jej założyciel wykorzystujekobietydo popełniania przestępstw i tym razem chce, by Amita włamała się do internetowego systemu bankowego i wykasowała wszystkiekredyty, co doprowadzi do załamania ekonomii USA. W śledztwie pomagaagentEdgerton, który od jakiegoś czasu obserwuje sektę. Charlie odkrywa, że Amita używa jego konta i chce w ten sposób przekazać mu wiadomość. |                      |                      |                               |                       |               |

## Sezon 6
| 103 | 1  | Hangman              | Ken Sanzel            | Ken Sanzel                       | 25 września 2009     |
| Don i jego ekipa próbują aresztować snajpera, który chce zabić Bena Polka. Mężczyzna jest działaczem, który zmienił postępowanie. Kiedy udaje im się odnaleźć snajpera, David okazuje mu współczucie. Między Charliem i Amitą dochodzi do napięć. |    |                      |                       |                                  |                      |
| 104 | 2  | Friendly Fire        | Rod Holcomb           | Mark Llewellyn Robert David Port | 2 października 2009  |
| Dochodzi do napadu na bank. Rabusie wdają się w strzelaninę z policją, w wyniku czego ginie dwóch agentów FBI. Don prowadzi śledztwo, w trakcie którego jest zmuszony sprawdzić również dawnego mentora. Charlie i Amita martwią się o Larry’ego. |    |                      |                       |                                  |                      |
| 105 | 3  | 7 Men Out            | Alex Zakrzewski       | Don McGill                       | 9 października 2009  |
| Zostają odnalezione zwłoki kilku mężczyzn. Wszystko wskazuje na to, że w poszukiwaniu rozrywki i adrenaliny mężczyźni najpierw brali udział w zakładach przez Internet, a potem przerzucili się na rosyjską ruletkę. FBI bierze udział w śledztwie. |    |                      |                       |                                  |                      |
| 106 | 4  | Where Credit’s Due   | Dennis Smith          | Andy Dettmann                    | 16 października 2009 |
| Bohaterowie prowadzą śledztwo w sprawie serii morderstw. Wszystko wskazuje na to, że są one oparte na filmie, który nie miał jeszcze premiery. W pewnym momencie okazuje się, że niektóre z morderstw zostały popełnione przed rozpoczęciem produkcji. Alan martwi się, co się z nim stanie, gdy Charlie i Amita się pobiorą. |    |                      |                       |                                  |                      |
| 107 | 5  | Hydra                | Ralph Hemecker        | Sean Crouch                      | 23 października 2009 |
| Don i jego ekipa poszukują porwanej dziewczynki, która być może jest jednym z pierwszych ludzkich klonów. W międzyczasie odkrywają motywy porywacza. Charlie i Amita rozmawiają o wspólnej przyszłości. |    |                      |                       |                                  |                      |
| 108 | 6  | Dreamland            | Stephen Gyllenhaal    | Nicolas Falacci Cheryl Heuton    | 30 października 2009 |
| Alan ofiaruje Amicie wyjątkowy prezent na powitanie. Zespół śledczych bada przypadek tajemniczej śmierci w opuszczonej bazie lotniczej. W działaniach towarzyszy im osobliwa postać z 44 departamentu. Jak się później okazuje, zgon nastąpił w wyniku wyładowania elektrycznego, a ilość ofiar cały czas rośnie. |    |                      |                       |                                  |                      |
| 109 | 7  | Shadow Markets       | Julie Hébert          | Julie Hébert                     | 6 listopada 2009     |
| W celu odnalezienia bossa cybernetycznej organizacji przestępczej zespół przeprowadza tajną operację. Ich plany krzyżuje genialny haker, który za wszelką cenę chce przejąć władzę nad internetowym czarnym rynkiem. W wyniku swoich działań zostaje wplątany w wojnę sieciową, która wystawia go na olbrzymie niebezpieczeństwo. Namierzony przez swoich przeciwników haker jest chroniony przez zespół śledczych.                                                           |    |                      |                       |                                  |                      |
| 110 | 8  | Ultimatum            | Dennis Smith          | Robert David Port                | 13 listopada 2009    |
| W trakcie prowadzenia dochodzenia w sprawie przestępcy, który zajmował się sprzedażą narkotyków na terenie więzienia, umiera jeden z informatorów Iana Edgertona. Agent ponownie spotyka się z zespołem, lecz tym razem stoi po drugiej stronie barykady. Oskarżony o morderstwo Ian bierze za zakładnika jednego z członków zespołu Dona i stara się na własną rękę zbadać okoliczności, które doprowadziły do jego obecnej sytuacji.                                        |    |                      |                       |                                  |                      |
| 111 | 9  | Con Job              | Ralph Hemecker        | Don McGill                       | 20 listopada 2009    |
| Don i David badają sprawę przelewu 16 milionów dolarów okupu na konto na Kajmanach. Charlie i Amita dowiadują się, żepieniądzewymieniono na diamenty i powiększają grono podejrzanych o Lolę Sacco, do której miał dotrzeć łup. Seria napadów przywodzi Eppesowi na myśl sprawę, z którą zetknął się wcześniej. Doszukując się związku pomiędzy zdarzeniami z przeszłości i teraźniejszości zwraca się o pomoc do Johna Buckleya, geniusza, którego kiedyś wsadził za kratki. |    |                      |                       |                                  |                      |
| 112 | 10 | Old Soldiers         | Ken Sanzel            | Steve Cohen                      | 4 grudnia 2009       |
| W Banku Rezerwy Federalnej dokonano kradzieży. Poszlaki prowadzą zespół śledczych na trop kierowcy zamordowanego przed ich przyjazdem. Wujek ofiary, Roy Till, staje się głównym podejrzanym w sprawie porwania z 1971 roku. |    |                      |                       |                                  |                      |
| 113 | 11 | Scratch              | Stephen Gyllenhaal    | Mary Leah Sutton                 | 8 stycznia 2010      |
| Kiedy jeden z napadów na sklep z kuponami na loterie kończy się śmiercią, stanowy przedstawiciel organizacji zajmującej się grami losowymi prosi FBI o pomoc w rozwiązaniu sprawy. W wyniku śledztwa wychodzi na jaw plan grupy przestępczej, która pracuje nad rozbiciem algorytmu odpowiedzialnego za przypisywanie wygranych do poszczególnych kuponów. |    |                      |                       |                                  |                      |
| 114 | 12 | Arm in Arms          | Gwyneth Horder-Payton | Andy Dettmann                    | 15 stycznia 2010     |
| Agenci wchodzą w świat handlarzy bronią, gdy docierają do nich informacje, że do portu zbliża się pokaźny transport broni, która ma trafić do targanych konfliktami rejonów południowo-wschodniej Azji. Charlie i Amita nie mogą podjąć decyzji co do daty ślubu. Don musi pogodzić się z decyzją Robin, która nie chce wiązać się z nim z praktycznych powodów. |    |                      |                       |                                  |                      |
| 115 | 13 | Devil Girl           | Stephen Gyllenhaal    | Julie Hébert                     | 29 stycznia 2010     |
| Don wraz z zespołem bada serię morderstw, której ofiarami są mężczyźni sypiający z prostytutkami. Badania DNA wskazują, że mordercą jest kobieta, która posiada rzadką chorobę krwi. Ponieważ morderczyni nie znajduje się w policyjnej bazie danych, zespół postanawia wyszukać kogoś o podobnych danych genetycznych, licząc na namierzenie kogoś z rodziny. |    |                      |                       |                                  |                      |
| 116 | 14 | And the Winner Is... | Ralph Hemecker        | Gary Rieck                       | 5 lutego 2010        |
| Grupa złodziei kradnie w trakcie hollywoodzkiej gali rozdania nagród kosztowności należące do uczestników imprezy, a następnie wprowadza w życie szczegółowo przemyślany plan ucieczki. Badania Charliego doprowadza do południowoamerykańskiej szajki, przekrętów związanych z ubezpieczeniem i gwiazd przemysłu filmowego. |    |                      |                       |                                  |                      |
| 117 | 15 | Growin’ Up           | Rob Morrow            | Robert Port                      | 5 marca 2010         |
| Zespół śledczych bada sprawę śmierci dwóch mężczyzn, którzy w dzieciństwie byli molestowani przez nauczyciela. Charlie i Amita otrzymują ofertę pracy, która może pokrzyżować ich ślubne plany. |    |                      |                       |                                  |                      |
| 118 | 16 | Cause and Effect     | Nicolas Falacci       | Nicolas Falacci Cheryl Heuton    | 12 marca 2010        |